# Michel Modo
Michel Modo (Michel Henri Louis Goi), född 30 mars 1937 i Carpentras i Frankrike, död 25 september 2008, var en fransk skådespelare.
Han är mest känd i Frankrike för att i slutet av 1950-talet ha bildat en komisk duo, Grosso och Modo, med skådespelare Guy Grosso. Duon var med i många filmer med Louis de Funès, inklusive filmserien Le Gendarme Saint-Tropez, där han kom att spela rollen Marskalken av Logis Berlicot bredvid Michel Galabru, Jean Lefebvre och Christian Marin. 
Mellan 1993 och 1997 är han med i några avsnitt av TV-serien Highlander, där han spelar Maurice en granne till Duncan. 
Han har dubbat flera karaktärer i den franska versionen av den animerade serien The Simpsons och gjort flera andra röstjobb, bland annat i; Animaniacs, Bean - Den totala katastroffilmen,  Vem satte dit Roger Rabbit?

## Filmografi – i urval

### Filmer
- 1961 : Den vackra amerikanskan - Slovak
- 1963 : Carambolages - Le facteur
- 1964 : Les Gorilles - Un agent cycliste
- 1964 : Moralens väktare i S:t Tropez - Berlicot
- 1965 : Moralens väktare i New York - Berlicot
- 1965 : Den vilda jakten på Cadillacen - un douanier
- 1966 : Den stora restauranten - Petit-Roger
- 1966 : Den stora kalabaliken - le soldat allemand qui louche
- 1968 : Moralens väktare gifter sig - Berlicot
- 1970 : Kalabalik på Rivieran - Berlicot
- 1971 : Le Cri du cormoran le soir au-dessus des jonques - Marcel
- 1975 : On a retrouvé la septième compagnie - le soldat allemand " Restez groupir"
- 1977 : Le mille-pattes fait des claquettes - le gendarme
- 1978 : Les Bidasses au pensionnat - Sergent Michaud
- 1979 : L'Avare - la Merluche
- 1979 : Supergendarmen - Berlicot
- 1981 : Pétrole ! Pétrole ! - Alain Terrieur
- 1982 : Never Play Clever Again - Berlicot
- 1985 : Les Planqués du régiment - Adjudant Badubec
- 1986 : Skoningslös hämnd - Le commissaire
- 1990 : Min fars stora dag - Le facteur
- 1990 : Le Château de ma mère - Le facteur
- 1992 : Pétain - Pucheu
- 1998 : Bimboland - Aristide Roumestan
- 2005 : Poltergay - Le patron du bar

### TV-serier
- Highlander (1993–1997) – Maurice (13 avsnitt)
- Mélissol (1999) - Zanzi (5 avsnitt)
- Kultjägarna (2000) - Hugo Murnau (1 avsnitt)
- Plus belle la vie (2005) – Noël (3 avsnitt)